# Никонов, Наум Архипович
Нау́м Архи́пович Ни́конов (1873—1925) — офицер Русской императорской армии (полковник), участник Первой мировой войны, затем — генерал-хорунжий армии УНР.

## Биография
Из мещан Полтавской губернии, православного вероисповедания. Окончил неполный курс Полтавской духовной семинарии.
15 августа 1891 года поступил на военную службу в 36-й пехотный Орловский полк (Кременчуг) охотником (добровольцем) на правах вольноопределяющегося. 21 июля 1893 получил унтер-офицерское звание, 1 сентября 1893 командирован на учёбу в Чугуевское пехотное юнкерское училище. 4 августа 1895 окончил курс училища по 2-му разряду и в звании подпрапорщика направлен на службу в 48-й пехотный Одесский полк, 3 сентября 1896 произведен в подпоручики.
С 15 мая 1901 — поручик (со старшинством с 03.09.1900), служил в 48-м пехотном Одесском полку (Каменец-Подольский); с 10 октября 1904 — штабс-капитан (со старшинством с 03.09.1904), —  в 35-м пехотном Брянском полку (Кременчуг). 30 ноября 1906 — 19 октября 1907 был прикомандирован к  штабу Киевского военного округа, затем переведен в 33-й пехотный Елецкий полк (Полтава); с 26 февраля 1912 — командующий 2-й роты. С 20 марта 1912 — капитан (со старшинством с 03.09.1908).
Участник Первой мировой войны. 
С начала войны — командир батальона 33-го пехотного Елецкого полка 9-й пехотной дивизии; подполковник (ВП от 14.11.1914, со старшинством с 30.08.1914). С января 1916 — командир 673-го пехотного Прилуцкого полка; полковник (ВП от 14.05.1916, со старшинством с 19.07.1915). На войне был ранен и контужен. Награждён многими орденами и Георгиевским оружием.
Осенью 1917, в ходе революционных преобразований и украинизации частей русской армии, перевёлся в 1-й Украинский (бывший 34-й армейский) корпус, возглавил 3-й Украинский казацкий (бывший 415-й пехотный Бахмутский) полк 1-й Украинской казацкой дивизии войск Центральной Рады.
С 6 января 1918 — начальник 1-й Украинской дивизии войск Центральной Рады, впоследствии армии УНР и затем армии Украинской Державы. С 8 июня 1918 — полковник, командир бригады и помощник начальника 2-й пехотной дивизии армии Украинской Державы (бывшей 1-й Украинской 1-го Украинского корпуса). С 30 декабря 1918 — начальник 1-й пехотной дивизии (впоследствии 1-й Волынской дивизии) Действующей армии УНР, полковник армии УНР.
Начальник 4-й Серожупанной дивизии (с 02.10.1919). Помощник начальника Сводной Волынской дивизии (с 31.10.1919).
Участник 1-го Зимнего похода армии УНР. В феврале-апреле 1920 из-за болезни А. Загродского, начальника Сводной Волынской дивизии, исполнял его обязанности.
С 27 сентября 1920 — командующий запасными войсками УНР.
5 октября 1920 получил чин генерал-хорунжего. С ноября 1920 с остатками войск армии УНР интернирован в Польше. С 27 ноября 1921 — в распоряжении военного министра УНР в изгнании.
Умер 7 ноября 1925 года в Калише (Польша), в лагере для эмигрантов, бывших интернированных воинов-украинцев. Похоронен на украинском воинском кладбище в Щипёрно.

## Награды
- Орден Святого Станислава III степени (1906)
- Орден Святой Анны III степени (1910)
- Медаль «В память 300-летия царствования дома Романовых» (1913)
- Орден Святого Станислава II степени (1914)
- Орден Святой Анны II степени с мечами (ВП от 21.01.1915)
- Орден Святого Владимира IV степени с мечами и бантом (ВП от 07.11.1915)
- Георгиевское оружие (утв. ВП от 20.11.1915, — за то, что в боях на р. Сан с 7-го по 24-е октября 1914 года, командуя батальоном на левом фланге расположения полка, отбивал в течение 17-ти дней многочисленные настойчивые атаки превосходных сил неприятеля и, несмотря на полученную контузию, остался в строю и не уступил своих позиций противнику.[1]
- Орден Святого Владимира III степени с мечами (ВП от 26.11.1916)
- Высочайшее благоволение (ВП от 01.12.1916; «за отличия в делах...»)
- мечи к ордену Святого Станислава II степени (ВП от 13.04.1917)
- Знак отличия УНР «Железный крест „За Зимний поход и бои“» (1921)